# Dalbergia bojeri
Espèce
Statut de conservation UICN

 EN B1+2abcde : En danger
Dalbergia bojeri est une espèce de plantes à fleurs de la famille des Fabaceae.

## Publication originale
- Histoire Physique, Naturelle et Politique de Madagascar 30: 177–178. 1902[1903].